# Älvsyssels norra kontrakt
Älvsyssels norra kontrakt var ett kontrakt i Göteborgs stift inom Svenska kyrkan. Det omfattade församlingar i Uddevalla kommun och Stenungsunds kommun utom Jörlanda församling som tillhörde Älvsyssels södra kontrakt. Det motsvarade den norra delen av Inlands Nordre härad, Inlands Fräkne härad och Lane härad (inklusive Uddevalla stad). Kontraktet upphörde 1 april 2007.
Kontraktskod var 0806.

## Administrativ historik
Kontraktet bildades 1805 när Älvsyssels kontrakt delades och omfattade från 1830, efter utbrytning av Orusts och Tjörns kontrakt,
församlingar som efter upphörandet övergick till Stenungsunds kontrakt
- Spekeröds församling som 1962 överförts från Älvsyssels södra kontrakt
- Ucklums församling som 1962 överförts från Älvsyssels södra kontrakt
- Norums församling
- Ödsmåls församling

församlingar som efter upphörandet övergick till Uddevalla kontrakt
- Uddevalla församling
- Lane-Ryrs församling
- Bäve församling som funnit till 1945 och sedan återbildats 1974
- Herrestads församling
- Bokenäs församling som möjligen mellan 1962 och 1995 ingick i Orusts och Tjörns kontrakt
- Skredsviks församling
- Högås församling
- Dragsmarks församling som möjligen mellan 1962 och 1995 ingick i Orusts och Tjörns kontrakt
- Forshälla församling
- Resteröds församling
- Ljungs församling
- Grinneröds församling

## Namnet
Namnet Älvsyssel har sina rötter i en historisk geografisk beteckning som syftade på södra delen av dagens Bohuslän.

## Galleri
| Några av kyrkorna i kontraktet - Dragsmarks kyrka - Bokenäs gamla kyrka - Högås kyrka - Skredsviks kyrka - Herrestads kyrka - Uddevalla kyrka - Uddevalla kyrkas klocktorn sett från kyrkans huvudingång - Grinneröds kyrka i Inlands Fräkne härad - Spekeröds kyrka - Ucklums kyrka - Norums kyrka - Stenungsunds kapell i Stenungsund |